# Fodgængerfelt
 Denne artikel omhandler overvejende eller alene danske forhold. Hjælp gerne med at gøre artiklen mere almen.
Et fodgængerfelt eller en fodgængerovergang markerer en overgang på vejen, hvor bilerne og anden trafik skal holde tilbage for eventuelle fodgængere, der ønsker at komme over vejen. Fodgængerfeltet angives fra starten af 1950'erne med hvide striber på kørebanen og eventuelt cykelstien – evt. med et helleanlæg på vejens midte.
Fodgængerfeltet kan så markeres overfor bilisterne ved hjælp af et blåt skilt – visse steder suppleres så med blinkende gule lamper. I travle kryds med lysregulering findes der så tilsvarende lysregulering for fodgængerne.

## Danmark
Den danske færdselslov definerer et fodgængerfelt som:
den del af vejen, som er bestemt for gående ved passage over kørebane eller cykelsti, og som er særlig afmærket.
Et fodgængerfelt nyder en særlig status i henhold til færdselslovens §10 stk. 5, §25 og §27 stk. 6 og 7:
§10 Stk. 5. Ved passage over kørebane eller cykelsti skal fodgængerfelt benyttes, såfremt et sådant findes i nærheden. Findes fodgængerbro eller -tunnel i nærheden, skal broen eller tunnelen om muligt benyttes.
§25 Kørende, som nærmer sig et fodgængerfelt, må ikke foretage overhaling eller forbikørsel af et andet køretøj, såfremt dette køretøj hindrer fuldt udsyn over fodgængerfeltet.
§27 Stk. 6. Ved fodgængerfelt på steder, hvor færdslen reguleres af politi eller ved signalanlæg, skal den kørende, selv om han i øvrigt ifølge signalet eller politiets tegngivning kan passere fodgængerfeltet, holde tilbage for gående, som befinder sig i feltet på vej over kørebanen. Er et sådant fodgængerfelt beliggende ved vejkryds, skal den kørende, som efter svingning i krydset skal passere feltet, køre med passende lav hastighed og om nødvendigt standse for at lade de gående passere, som befinder sig i fodgængerfeltet eller er på vej ud i dette.
Stk. 7. Kørende, som nærmer sig et fodgængerfelt, der ikke er reguleret, skal afpasse hastigheden således, at der ikke opstår fare eller ulempe for gående, som befinder sig i feltet eller er på vej ud i dette. Den kørende skal om nødvendigt standse for at lade de gående passere.
Stk. 8. Kørende skal så vidt muligt undgå, at køretøjet standses i fodgængerfeltet.